# コロンビア ピクチャーズ
コロンビア・ピクチャーズ・インダストリーズ（英語: Columbia Pictures Industries, Inc.）は、アメリカ合衆国の映画スタジオ・製作会社。日本の多国籍コングロマリットであるソニーグループの子会社であり、アメリカの主要映画スタジオ「ビッグ5」の一つであるソニー・ピクチャーズ エンタテインメントの部門、モーション ピクチャー グループの一員である。
1918年6月19日、ジャックとハリー・コーン兄弟とビジネスパートナーのジョー・ブラントによって、コーン・ブラント・コーン（CBC）フィルム・セールス・コーポレーションとして設立され、1924年にコロンビア・ピクチャーズに改名した。1990年以降、カリフォルニア州カルバーシティの旧MGMスタジオ（現在はソニー・ピクチャーズ・スタジオ）の敷地内にあるアーヴィング・タルバーグ・ビルディングに本社を置いている。

## 歴史

### CBC創設初期
映画会社のユニバーサル・ピクチャーズで働いていたジャック・コーン、ジョー・ブラント、ジャックの弟のハリー・コーンが自分たちの映画会社を設立しようと独立。短編映画の製作から始まり、1920年にCBC Film Sales Corporationを創設。

### 組織改編と新社名
1924年にCBCを「コロンビア」に改名した。
1929年の大恐慌で中小のスタジオは潰れたが、1933年から社長になったコーンと映画監督のフランク・キャプラは『或る夜の出来事』（'34）、『オペラハット』（'36）、『スミス都へ行く』（'39）を成功させ、後発で弱小のコロンビアがメジャー会社の一つに数えられた。

### 1960年代：ハリー・コーンの死後
1968年、コロンビアはスクリーン ジェムズと合併。Columbia Pictures Industries, Inc.になった。

### 1970年代
1977年、会社の小切手３通を偽造して現金化。他にも6万1000ドルの会社の金を着服した取締役だったビーゲルマンの横領事件が発覚。スキャンダルに発展。

### 1980年代 コカ・コーラ、トライ・スター、その他の買収およびベンチャー企業
1982年、アメリカの飲料大手コカ・コーラが6億9200万ドルでコロンビアを買収した。
1983年、トライスター ピクチャーズがコロンビアとHBO、CBSが出資して創設された。

### ソニーの傘下へ（1989年 - ）
1989年には日本の家電大手のソニーが、豊富なコンテンツを入手することを目的に48億ドルで買収した。しかし、この頃の日本はバブル景気を背景にした「外国資産の買いあさり」と日米経済摩擦の時期に重なったことや「映画はアメリカの魂」と言われていたこともあり、この買収を巡ってはアメリカ国内で激しいジャパンバッシング（日本叩き）が起きた。一例として、アメリカの週刊誌である「ニューズウィーク」は『日本、ハリウッドを侵略』とのタイトルで後述のコロンビアレディに着物を着させて芸者に扮した表紙を掲載した。
買収当初に経営を任せたのはピーター・グーバー（Peter Guber）とジョン・ピーターズ（John Peters）だった。
当時、大手映画会社は複合企業の傘下にあった。そこのトップ、例えばスティーブ・ロス（ワーナー）やルー・ワッサーマン（MCA）、チャールズ・ブルードーン（ガルフ&ウェスタン）が超大物と目されていた。これと別の実力者としては芸能エージェンシーのトップ、例えばマイケル・オーヴィッツがいた。
コロンビアを買収したソニーは経営にオーヴィッツを招こうとしたが失敗した。ここでCBSレコードのウォルター・イエトニコフが、その年に世界最大のヒット作を製作したグーバー&ピーターズを経営者に推薦した。
イエトニコフが両者を推薦した背景には、ライバルたちの存在もあった。ソニーに買収される前のCBSはテレビ局傘下だったのに対し、デビッド・ゲフィン（ワーナー）やアーヴィング・アゾフ（MCA）は親分の筋からハリウッドにも顔が利いたし、自分の会社を持っていたため収入でイエトニコフは差をつけられていた。盛田や大賀が傍にいないため調子に乗ったともされる。
問題はグーバー&ピーターズはワーナーと五本の映画を製作する契約を済ませていたことだった。これはスティーブ・ロスの面子を潰す行為であり、ロスは報復として10億ドルの訴訟を起こした。違約金だけで7億5000万ドル以上、その他にもソニーから多くを巻き上げた。コロンビア映画とは提携してきたため、財布の中身も分かっていた。米国の世論はロスに喝采を叫んだ。ここから二人が解雇されるまでソニーは食い物にされた。

### 1990年代
買収当初はヒット作に乏しく、巨額の赤字を計上したためにソニーによる買収が失敗だと評されたが、1990年代後半からエンターテインメント大作のヒットを複数出すなど復調傾向を見せ、近年ではシリーズ物を中心にアメリカ市場で常に上位のシェアを占めている。一例を挙げると、2006年度のアメリカ国内の興行成績は、ソニーが18.6%のシェアを確保して第1位であった。

## ロゴ
コロンビア ピクチャーズは、たいまつを持ち、ドレープ（アメリカ合衆国の擬人化であるコロンビアを表す）をまとった女性、トーチ・レディを特徴としており、5回の変更を行っている。このロゴは、コロンビア ピクチャーズのロゴのインスピレーションとなった自由の女神とよく比較される。

### 歴史
- オープニングは"COLUMBIA"のロゴとトーチをかざす女性。自由の女神に似ているが「コロンビアレディ」と称される別人である。20世紀スタジオ同様ロゴそのものをパロディにする映画もある[注 2]。
  - 1992年にマイケル・ディーズ（英語版）作の画像が導入されたが、その際はディーズの知人でもある写真家のキャシー・アンダーソン（Kathy Anderson）、アンダーソンの友人であるジェニファー・ヨセフ（Jennifer Joseph）が協力し、ヨセフをモデルにアンダーソンが撮影した写真を元にディーズが描画を行った。写真撮影はアンダーソンの住むニューオーリンズのアパートで行われ、服は手近にあったベッドシーツ、トーチはベッドサイドの電気ライトだった[8]。
- 2014年公開の『アメイジング・スパイダーマン2』以降の作品では一部仕様が変更されており、オープニング導入部（アバンタイトル冒頭）でソニーのモーションロゴ（ロゴマークとサウンドロゴ）が追加された[注 3]ほか、クレジットも"a SONY PICTURES ENTERTAINMENT company"から"a Sony Company"に変更され、ソニーグループであることが強調されている。
- 2021年公開の『スパイダーマン:ノー・ウェイ・ホーム』では、同年リニューアルされたモーションロゴに合わせてロゴマーク出現時にグラデーション効果が施された。
- 子会社のトライスター ピクチャーズではコロンビアレディの代わりにペガサスが描かれている。

## 作品一覧
1930年代
- 或る夜の出来事
- 特急二十世紀
- オペラハット
- 失はれた地平線
- 新婚道中記
- 素晴らしき休日
- 我が家の楽園
- スミス都へ行く

1940年代
- カバーガール
- オール・ザ・キングスメン
- 上海から来た女
- ジョルスン物語
- ギルダ

1950年代
- 波止場
- 戦場にかける橋
- ケイン号の叛乱
- 地上より永遠に
- やさしい狼犬部隊（1955年）
- 愛情物語
- ピクニック
- 悲しみよ、こんにちは
- 乱暴者
- 長い灰色の線
- 去年の夏 突然に

1960年代
- アラビアのロレンス
- ナバロンの要塞
- 博士の異常な愛情 または私は如何にして心配するのを止めて水爆を愛するようになったか
- 未知への飛行
- 愚か者の船
- コレクター
- キャット・バルー
- イージー・ライダー
- わが命つきるとも
- いつも心に太陽を
- 招かれざる客
- 渚にて

1970年代
- 追憶
- タクシードライバー
- 未知との遭遇
- ミッドナイト・エクスプレス
- チャイナ・シンドローム
- クレイマー、クレイマー

1980年代
- グロリア
- ガンジー
- ブルーサンダー
- トッツィー
- ゴーストバスターズシリーズ
- スタンド・バイ・ミー
- ベスト・キッドシリーズ
- ラストエンペラー（日本では松竹富士が配給）

1990年代
- レナードの朝
- マイ・ガールシリーズ
- ア・フュー・グッドメン
- ウルフ
- プリティ・リーグ
- ショーシャンクの空に
- バッドボーイズ
- ザ・シークレット・サービス
- レジェンド・オブ・フォール
- エアフォース・ワン（日本ではブエナ・ビスタが配給）
- スチュアート・リトルシリーズ
- グロリア

2000年代
- スパイダーマンシリーズ
- レジェンド・オブ・ゾロ
- メン・イン・ブラックシリーズ（日本では『3』のみ東宝東和が配給。）
- チャーリーズ・エンジェルシリーズ
- ラストサマーシリーズ
- バッドボーイズ2バッド
- ピンクパンサーシリーズ
- ゴーストライダーシリーズ
- ダ・ヴィンチ・コードシリーズ
- パニック・ルーム
- ブラックホーク・ダウン
- 奥さまは魔女
- ゾンビランド
- カンフーハッスル
- ミラクル7号
- 呪怨シリーズ
- 2012
- S.W.A.T.
- 007 カジノ・ロワイヤル
- 007 慰めの報酬

2010年代
- ベスト・キッド
- スマーフシリーズ（日本では一部の作品は東宝東和が配給）
- ソルト
- ソーシャル・ネットワーク
- 世界侵略: ロサンゼルス決戦
- トータル・リコール
- ホワイトハウス・ダウン
- ロボコップ
- ANNIE/アニー
- ピクセル
- アングリーバード
- ゴーストバスターズ
- マグニフィセント・セブン
- パッセンジャー
- ダークタワー
- ブレードランナー 2049
- ジュマンジ/ウェルカム・トゥ・ジャングル
- ジュマンジ/ネクスト・レベル
- ピーターラビット
- ヴェノム
- 007 スカイフォール
- 007 スペクター
- チャーリーズ・エンジェル
- ゾンビランド:ダブルタップ

2020年代
- バッドボーイズ フォー・ライフ
- バッドボーイズ RIDE OR DIE
- ピーターラビット2/バーナバスの誘惑
- ヴェノム:レット・ゼア・ビー・カーネイジ
- ヴェノム:ザ・ラストダンス
- ゴーストバスターズ/アフターライフ
- ゴーストバスターズ/フローズン・サマー
- アンチャーテッド
- ブレット・トレイン
- ザリガニの鳴くところ
- マダム・ウェブ
- ウルフズ
- クレイヴン・ザ・ハンター
- パディントン 消えた黄金郷の秘密（日本ではキノフィルムズが配給）
- 28年後...
- ベスト・キッド:レジェンズ

### 日本映画との関わり
2017年現在、米国ソニー・ピクチャーズ エンタテインメント（以下「SPE」）傘下であるコロンビア映画が日本映画の配給に携わった例はない。しかし、2017年の『斉木楠雄のΨ難』以降、SPEの日本支社であるソニー・ピクチャーズ エンタテインメント（以下「SPEJ」）が製作・配給する日本映画で、コロンビア映画のオープニングロゴ（後述）が使用されており、日本における両社の区別が曖昧になっている。なお、コロンビア映画とSPEJは同じソニーグループで、どちらもSPEの子会社にあたり、間接的には関係しているものの、直接的な関係性についての詳細は不明である。